# Tmesisternus wiedenfeldi
Tmesisternus wiedenfeldi es una especie de escarabajo del género Tmesisternus, familia Cerambycidae. Fue descrita científicamente por Aurivillius en 1911.
Habita en Indonesia y Papúa Nueva Guinea. Esta especie mide 15-19 mm.